# Phyllis Calvert

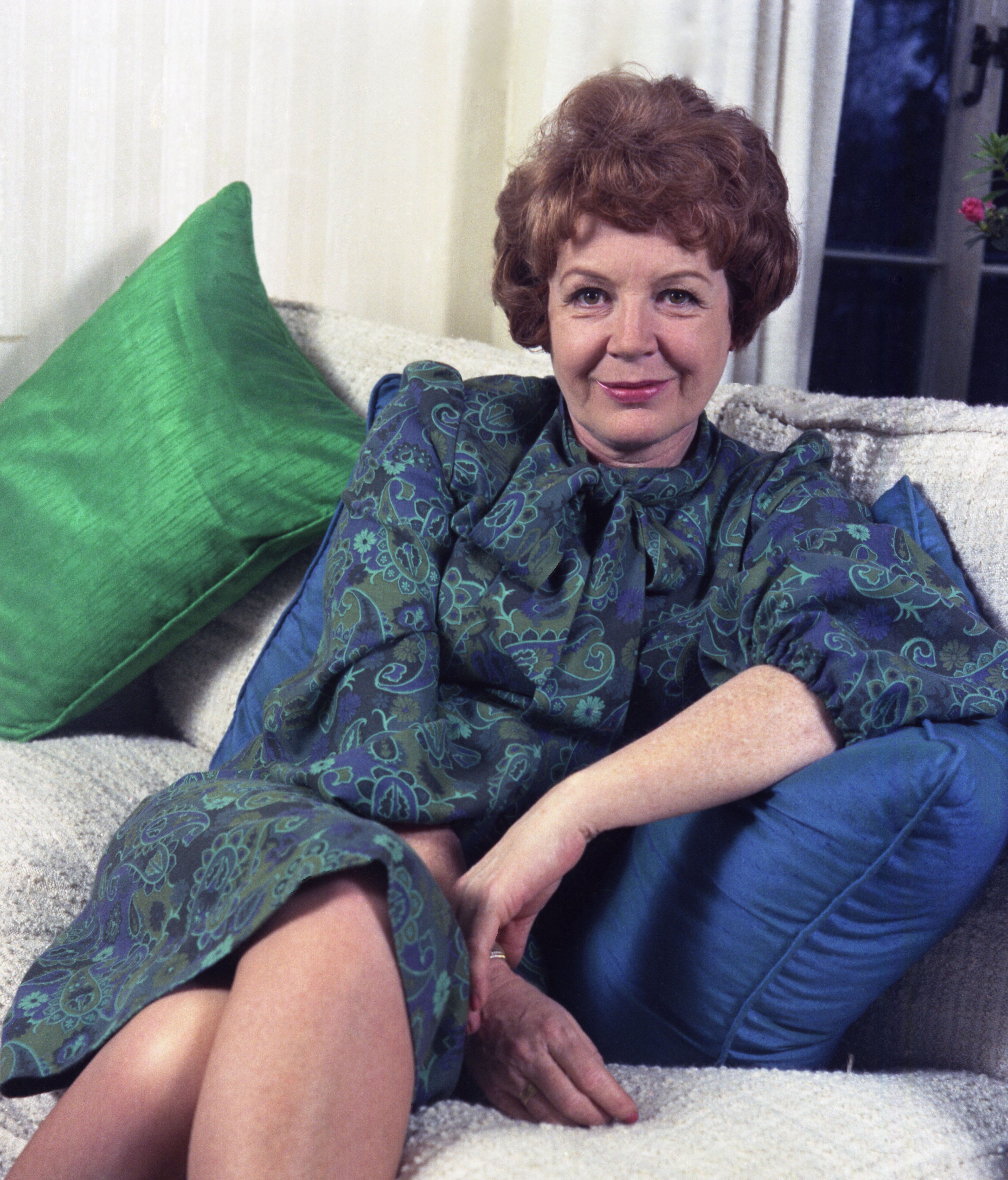
Phyllis Calvert (1974)

Phyllis Calvert (* 18. Februar 1915 in London, England; † 8. Oktober 2002 in London, England; eigentlich Phyllis Bickle) war eine britische Filmschauspielerin.

## Leben und Werk
Phyllis Calvert war schon in jungen Jahren als Schauspielerin auf der Bühne aktiv und begann ab 1939 erste Filmrollen zu übernehmen. Sie wurde praktisch über Nacht zum Star als unschuldig verfolgte zweite Heldin in Der Herr in Grau, in dem sie als Opfer des sadistischen James Mason gequält wurde. Am Ende peitschte Mason mit einer Reitgerte auch noch Margaret Lockwood zu Tode, während Calvert und Stewart Granger ihr Glück finden. Alle vier stiegen rasch zu den populärsten Filmnamen der letzten Kriegsjahre auf und Calvert rivalisierte dank des Erfolgs von Gaslicht und Schatten aus dem Folgejahr sogar mit Lockwood um den Platz des kassenträchtigsten weiblichen Kinostars in England.
Ihren größten finanziellen Erfolg hatte Calvert 1945 mit Madonna of the Seven Moons, der Calvert als Frau mit gespaltener Persönlichkeit zeigte, die tagsüber eine gutherzige Ehefrau und in der Nacht die amoralische Wirtin in einem Gaunertreff darstellte. Erneut war Stewart Granger ihr Partner. Calverts Karriere nahm gegen Ende der Dekade rapide ab und sie fand sich schon zu Beginn der 1950er in Nebenrollen wieder. 1958 spielte sie die ältere Schwester von Ingrid Bergman in der Verfilmung des Bühnenstücks Kind Sir, das unter dem Titel Indiscreet in den Verleih kam.
In späteren Jahren war Phyllis Calvert oft im Fernsehen zu sehen. Zwischen 1970 und 1972 verkörperte sie die Titelfigur in der Serie Kate. Zuletzt stand sie im Jahr 2000 für die Folge Blue Herrings der Krimiserie Inspector Barnaby vor der Kamera.

## Filmografie (Auswahl)
- 1941: Kipps – Roman eines einfachen Menschen (Kipps)
- 1942: The Young Mr. Pitt
- 1943: Der Herr in Grau (The Man in Grey)
- 1944: Gaslicht und Schatten (Fanny by Gaslight)
- 1944: Madonna der sieben Monde (Madonna of the Seven Moons)
- 1945: Drei Ehen (They Were Sisters)
- 1948: My Own True Love
- 1948: Notlandung (Broken Journey)
- 1949: The Golden Madonna
- 1950: Inspektor Goddard (Appointment with Danger)
- 1951: Der Täter fährt nach Norden (Mr. Denning Drives North)
- 1952: Mandy
- 1953: The Net
- 1958: Indiskret (Indiscreet)
- 1958: Das Briefgeheimnis (The Young and the Guilty)
- 1960: Oscar Wilde
- 1965: Kampf in der Villa Fiorita (The Battle of the Villa Fiorita)
- 1968: Teufelskreis Y (Twisted Nerve)
- 1969: Die Krücke (The Walking Stick)
- 1969: Oh! What a Lovely War
- 1997: Mrs. Dalloway
- 2000: Inspector Barnaby (Midsomer Murders; Fernsehserie, Folge Drei tote alte Damen)